# William White (jugador d'hoquei sobre herba)
William White   () va ser un jugador d'hoquei sobre herba i de criquet escocès guanyador d'una medalla olímpica.
El 1948 va prendre part en els Jocs Olímpics de Londres, on va guanyar la medalla de plata com a membre de l'equip britànic en la competició d'hoquei sobre herba.
Com a jugador de criquet debutà el 1947 al Club de criquet del comtat de Cambridgeshire. De 1947 a 1949 va jugar 11 partits de la lliga dels Comtats Minors. El 1948 va jugar dos partits de criquet de primera classe amb l'equip de la Universitat de Cambridge.